# Centro Espacial John F. Kennedy
O Centro Espacial John F. Kennedy (KSC) é o espaçoporto de lançamento de veículos espaciais da NASA localizado no Cabo Canaveral, na Ilha Merritt, nos Estados Unidos. O local se localiza entre Miami e Jacksonville. Ele possui 55 km de comprimento e cerca de 10 km de largura, cobrindo uma área de 567 km². Cerca de 17 mil pessoas trabalham no local. Existe um centro de visitantes e passeios públicos, sendo o KSC um dos principais pontos turísticos para os visitantes da Flórida. Devido ao fato de grande parte do KSC ter limites para seu desenvolvimento, o local também serve como um santuário ecológico, possuindo apenas 9% de seu terreno desenvolvido.
As operações são atualmente controladas do complexo de lançamento 39, localizado no Edifício de Montagem de Veículos. Seis km a leste do local de construção dos veículos estão duas bases de lançamento. 8 km ao sul está localizada a Área Industrial KSC, aonde muitas das construções de suporte do centro estão localizadas, bem como as centrais administrativas.
As únicas operações de lançamento do Centro Espacial Kennedy são no Complexo de lançamento 39. Todas as outras operações de lançamento ocorrem na Estação da Força Aérea de Cabo Canaveral (CCAFS), a qual é operada pela Força Aérea dos Estados Unidos.

## História

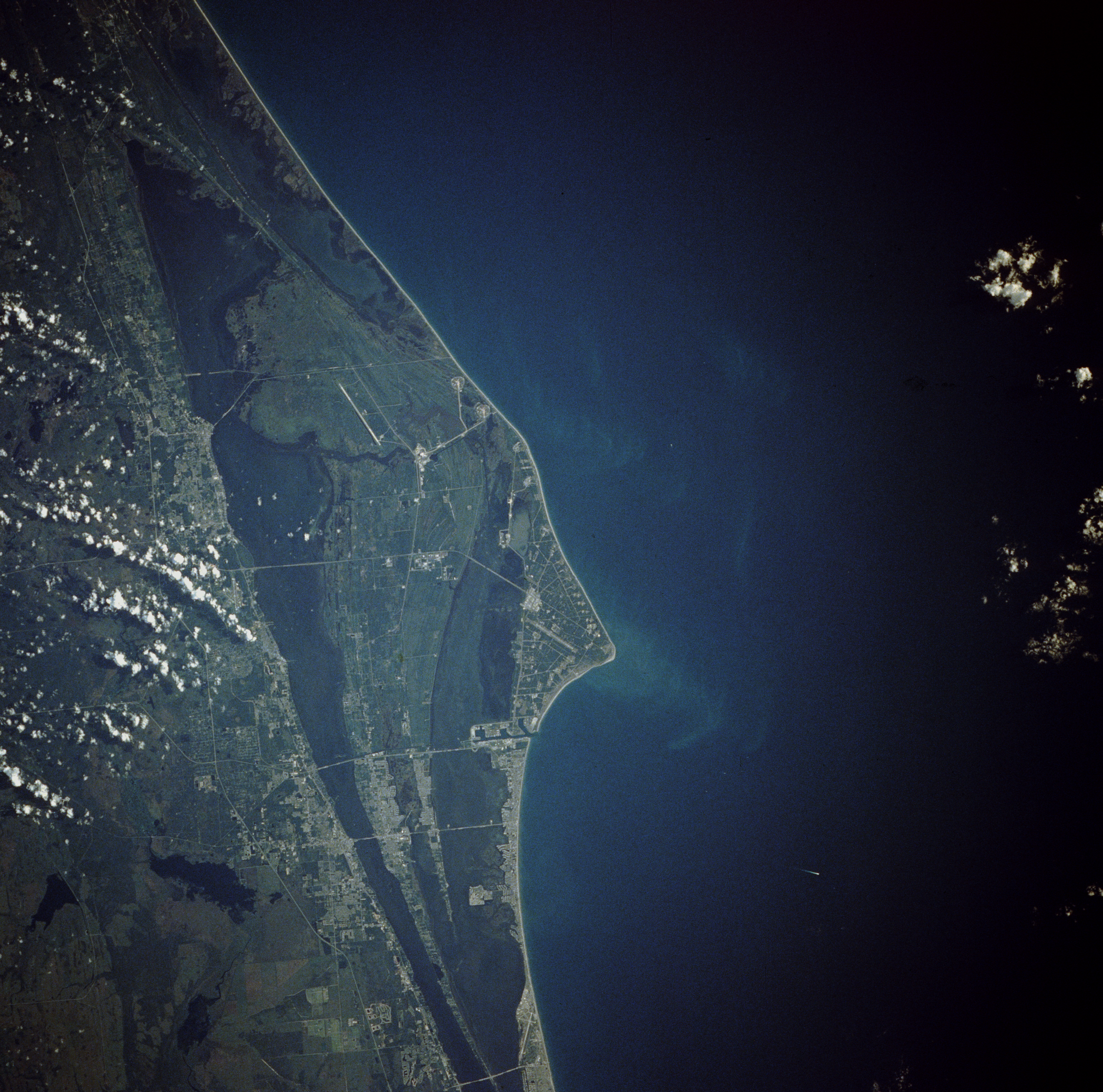
Foto do Cabo Canaveral tirada do espaço

Esta área vem sendo utilizada pelo governo desde 1949, quando o presidente Harry S. Truman estabeleceu o Joint Long Range Proving Grounds no Cabo Canaveral para testar mísseis. A localização era ideal para este propósito, visto que era permitido que houvesse lançamentos voltados para o Oceano Atlântico, e que ele era mais perto do equador que a maioria das outras partes do Estados Unidos, permitindo que os foguetes recebessem o auxílio da rotação da Terra.
Em 1951 a Força Aérea dos Estados Unidos estabeleceu seu Centro de Testes de Mísseis da Força Aérea nas proximidades da Estação Aérea Banana River Naval Air Station. O primeiro voo sub-orbital norte americano de um foguete foi realizado no Cabo Canaveral em 1949. Seguindo o lançamento do Sputnik 1 na URSS, a primeira tentativa de colocar em órbita um satélite americano, um Vanguard da marinha norte-americana, resultou numa espetacular explosão em 6 de dezembro de 1957. A NASA foi fundada em 1958 e o local foi transformado em seu local de lançamento principal. Os mísseis Redstone, Jupiter IRBM, Jupiter-C, Pershing, Polaris, Thor, Atlas, Titan e Minuteman foram todos testados no local, tendo o Thor se tornado a base do Veículo de lançamento Expandível (ELV) Delta rocket, que lançou o Telstar 1 em julho de 1962.
O anúncio do programa lunar levou a uma expansão das operações do Cabo à Ilha Merrit adjacente. A NASA iniciou suas aquisições em 1962, tendo posse de 340 km² obtidos através de compra, e negociando com o estado da Flórida a aquisição de 226 km² adicionais. Em julho de 1962 o local foi nomeado de Centro de Operações de Lançamento. Ele foi renomeado como Centro Espacial John F. Kennedy em novembro de 1963, após o recente assassinato do presidente John F. Kennedy. O Cabo Canaveral ao redor também foi renomeado para Cabo Kennedy, porém esta mudança foi pouco popular com os habitantes locais e o nome foi revertido em 1973.
O projeto lunar teve três estágios; Mercury, Gemini e Apollo. O objetivo do Mercury era orbitar e recuperar um satélite terrestre tripulado. O projeto teve início em outubro de 1957 utilizando o Atlas ICBM como a base para o lançamento da carga do Mercury. Porém, posteriormente foi testado o foguete Redstone para uma série de voos suborbitais, incluindo os voos de 15 minutos de Alan Shepard em 5 de maio e de Virgil Grisson em 21 de julho de 1961. O primeiro humano carregado pelo Atlas foi John Glenn, em 20 de fevereiro de 1962.
A partir do conhecimento obtido através do Mercury, as cápsulas mais complexas de dois tripulantes de Gemini foram preparadas, assim como um novo lançador baseado no Titan II ICBM. O primeiro voo tripulado ocorreu em 23 de março de 1965 com John Young e Virgil Grisson. A Gemini IV realizou a primeira atividade extra-veícular, com o astronauta Ed White. Houve doze lançamentos da Gemini a partir do KSC.
O programa Apollo teve outro novo lançado, o Saturn V (111 m de altura e 10 m de diâmetro) de três estágios, construído pela Boeing (o primeiro estágio), North American Aviation (os motores e o segundo estágio) e Douglas Aircraft (terceiro estágio). A North American Aviation também fez os módulos de comando e serviço, enquanto a Grumman Aircraft Engineering construiu o módulo lunar. A IBM, o MIT e a GE prouveram instrumentação.
No KSC um novo centro de lançamento massivo de 800 milhões de dólares foi construído para poder receber este novo lançador, o complexo de lançamento 39. Ele incluía um hangar para manter quatro foguetes Saturn V, o Vehicle Assembly Building (VAB, 3,68 milhões de m³), um sistema de transporte do hangar à base de lançamento, capaz de carregar 5 440 toneladas, uma estrutura movível de 136 metros e um centro de controle. Sua construção começou em novembro de 1962, as bases de lançamento foram completadas em outubro de 1965, o VAB foi completado em junho de 1965, e a infraestrutura no final de 1966. De 1967 até 1973, houve 13 lançamento do Saturno V do complexo 39.
Antes dos lançamento do Saturno V houve uma série de lançamentos menores do Saturno I e IB para testar os operadores e os equipamento do complexo 34 no Cabo Canaveral. A morte de três astronautas por incêndio na Apollo-Saturn 204 (posteriormente designada Apollo 1) em 27 de Janeiro de 1967 ocorreu no complexo 34.

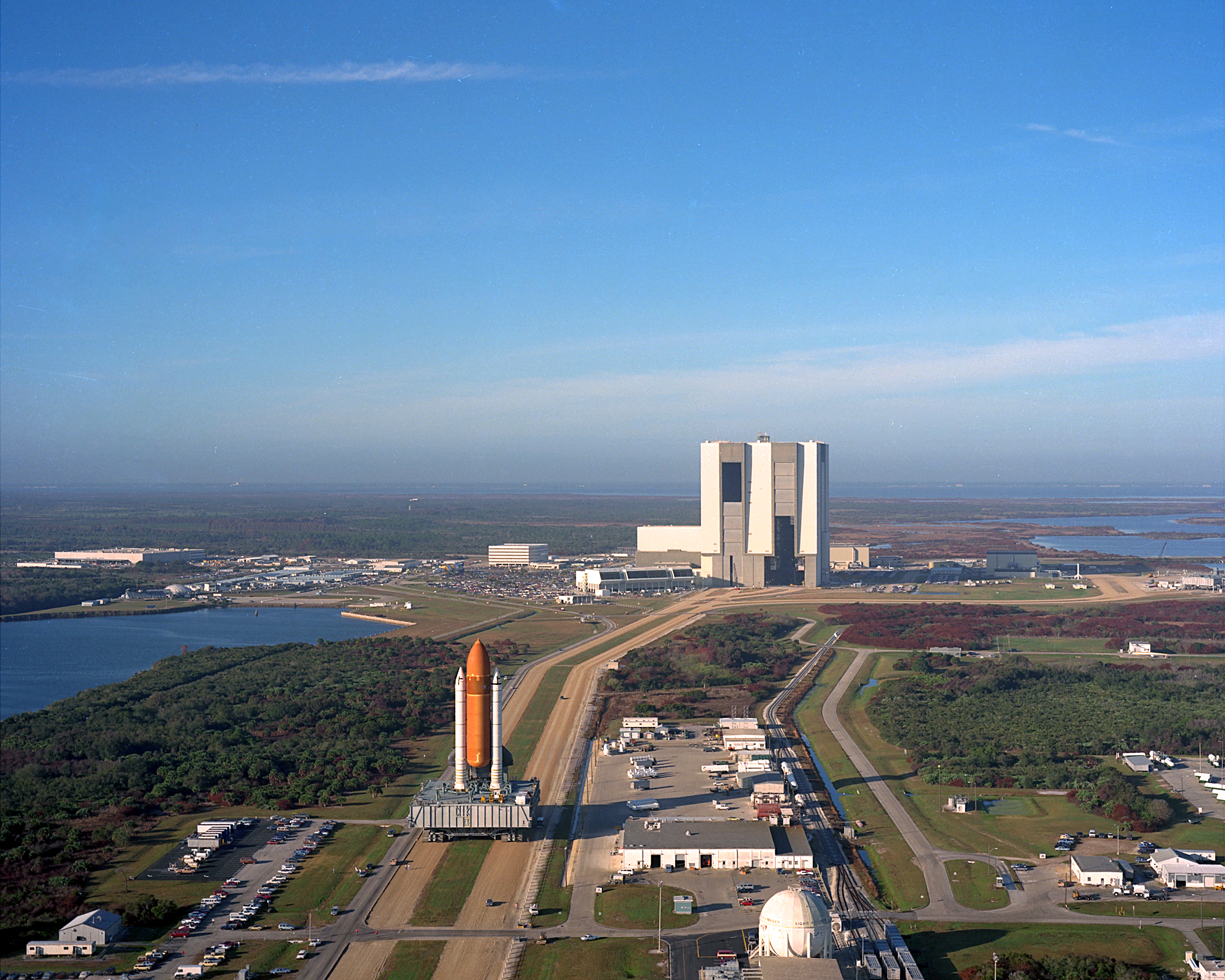
O ônibus espacial Atlantis é preparado para seu lançamento na missão STS-36

O primeiro lançamento de teste do Saturno V, a Apollo 4 (Apollo-Saturn 501) começou sua contagem regressiva de 104 horas em 30 de outubro de 1967 e, após atrasos, foi lançado em 9 de novembro. A Apollo 7 foi o primeiro teste tripulado em 11 de outubro de 1968. A Apollo 8 realizou 10 órbitas lunares entre 24 de dezembro e 25 de dezembro de 1968. as missões Apollo 9 e Apollo 10 testaram o Módulo Lunar. A Apollo 11 foi lançada em 16 de julho de 1969 e a caminhada na Lua ocorreu às 22h56, de 20 de julho. O programa Apollo continuou no KSC, através da Apollo 14 (1971), o vigésimo quarto voo espacial tripulado estadunidense (o quadragésimo no mundo), até a Apollo 17 de dezembro de 1972.
A Força Aérea escolheu expandir as capacidades dos veículos de lançamento Titan devido a suas altas capacidades de propulsão. Foram construídos os complexos de lançamento 40 e 41 para lançar os foguetes Titan III e Titan IV no CCAFS, ao sul do Centro Espacial Kennedy. O Titan III possuía a mesma capacidade de carga do Saturn IB a uma redução considerável de custo. Os complexos de lançamento 40 e 41 tem sido utilizados para lançar satélites de reconhecimento defensivo, comunicações e clima, assim como para as missões planetárias da NASA. A força aérea também planejou lançar dois projetos espaciais tripulados do LC 40 e 41. Eles são o Dyna-Soar, um foguete orbital (cancelado em 1963) e o Laboratório Orbital Tripulado, uma estação espacial de reconhecimento tripulada (cancelada em 1969).
O desenvolvimento do foguete ELV também continuou no KSC, antes do Apollo, o Atlas-Centaur foi lançado do Complexo de lançamento 36 colocando a primeira sonda não tripulada Surveyor 3 na Lua em 30 de maio de 1966. Um número posterior de cinco em sete naves Surveyor também foram enviadas para a Lua com sucesso. De 1974 a 1977 o poderoso Titan-Centaur se tornou o novo veículo de alta capacidade da NASA, lançando a série de naves espaciais Viking e Voyager do complexo de lançamento 41, um local da força aérea cedido à NASA. O complexo 41 posteriormente se tornou o local de lançamento do foguete estadunidense não tripulado mais potente, o Titan IV, desenvolvido para a força aérea.

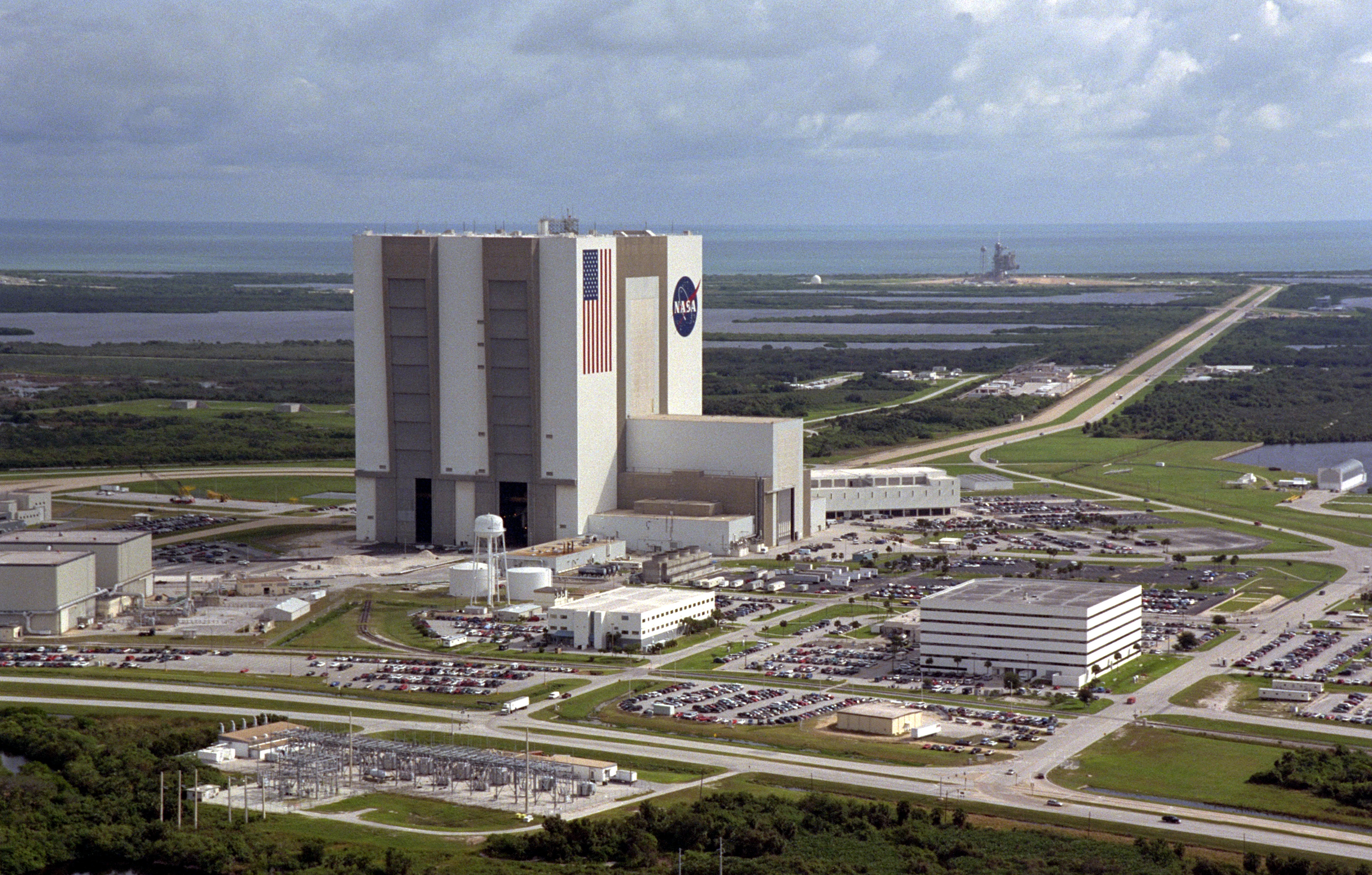
Uma visão aérea da área do complexo de lançamento 39 mostra o Vehicle Assembly Building (centro), com o Centro de Controle de Lançamento à direita, tirada em 1992

O Saturno V também foi utilizado para colocar a estação espacial Skylab em órbita em 1973. A base de lançamento 39B foi levemente modificada para o uso do IB, e lançou três missões tripuladas ao Skylab em 1973, assim como o componente Apollo do Projeto de teste da Apollo-Soyuz, em 1975.
O KSC também foi o local de lançamento dos ônibus espaciais, reutilizando a infraestrutura do complexo 39 da Apollo, assim como o local de aterrissagem, com uma pista de 4,6 km construída como a Instalação de Aterrissagem de Ônibus Espacial. O primeiro lançamento foi o Columbia em 12 de abril de 1981. Vinte e cinco voos foram completados em setembro de 1988, com um grande hiato de 28 de Janeiro, de 1986, a 29 de setembro de 1988, devido ao desastre com a Challenger (que foi a primeira missão lançada da base de lançamento 39B).
Em setembro de 2004, partes do Centro Espacial Kennedy foram danificadas pelo furacão Frances. O Vehicle Assembly Building perdeu 1 000 painéis exteriores, cada um com 1,2 x 3 metros de tamanho. Isto expôs 3 700 m² da construção aos elementos. O dano ocorreu aos lados sul e leste do VAB. A construção de manufatura de placas para o ônibus espaciais sofreu danos extensivos. O telhado foi parcialmente arrancado e o interior sofreu grandes danos devido à água. A manufatura de placas foi movida para Palmdale, California, na construção de backup. Danos posteriores ao KSC foram causados pelo furacão Wilma em outubro de 2005.

## Complexo de visitantes

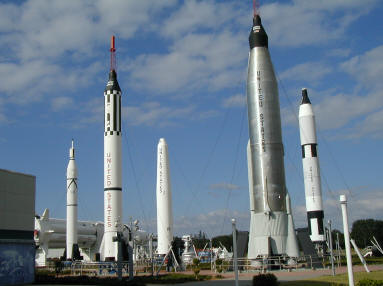
O Jardim dos Foguetes (aberto aos visitantes) no Complexo de visitantes do Centro Espacial Kennedy, em dezembro de 2004

O complexo de visitantes do Centro Espacial Kennedy, operado pela Delaware North Companies, é o local de muitos museus, dois teatros IMAX, e 4 tours de ônibus (1 incluso na entrada e 3 pagos à parte) permitindo que os visitantes tenham uma visão mais próxima de várias áreas restritas, o que de outra forma não seria possível. Incluído na admissão base está a transporte via ônibus à área restrita da torre de observação no piso do complexo de lançamento 39, e ao Centro Apollo-Saturn V. A torre de observação provê visões não obstruídas de ambas as bases de lançamento de todo o Centro Espacial Kennedy. O Centro Apollo-Saturn V é um grande museu construído ao redor de sua peça de exibição, um veículo de lançamento Saturn V restaurado, e apresenta outras exibições relacionadas ao espaço, incluindo uma cápsula Apollo. Os teatros permitem que os visitantes revivam partes do programa Apollo. Um simula o ambiente no interior de uma sala de lançamento na era Apollo durante um lançamento de uma missão Apollo, e o outro simula a aterrissagem da Apollo 11.
O Complexo de visitantes também inclui duas construções utilizadas pela Astronauts Memorial Foundation. A mais visível destas é o Space Mirror Memorial, uma grande pedra de granito gravada com o nome de todos os astronautas que morreram no cumprimento de suas funções. Estes nomes são constantemente iluminados por trás, com luz natural quando possível, e luz artificial quando necessário. Os nomes brilhantes parecem flutuar em um reflexo do céu. Displays suplementares próximos dão os detalhas das vidas e mortes dos astronautas memorializados. Em outro local do Complexo de visitantes esta a Fundação Centro para Educação Espacial, que inclui um centro de recursos para professores, entre outras instalações.

## Localização
Localizado na Ilha Merritt, Flórida, o centro fica ao norte-noroeste de Cabo Canaveral no Oceano Atlântico, a meio caminho entre Miami e Jacksonville na Costa Espacial da Flórida, a leste de Orlando. Tem 34 milhas (55 km) de comprimento e cerca de seis milhas (9,7 km) de largura, cobrindo 219 milhas quadradas (570 km2). KSC é um importante destino turístico da Flórida central e fica a aproximadamente uma hora de carro da área de Orlando. O Complexo de Visitantes do Kennedy Space Center oferece passeios públicos ao centro e à Estação da Força Aérea de Cabo Canaveral.

## Na cultura popular
Além de ser frequentemente apresentado em documentários, o Kennedy Space Center foi retratado em filmes várias vezes. Alguns filmes de estúdio até ganharam acesso e filmaram cenas dentro dos portões do centro espacial. Se extras forem necessários nessas cenas, os funcionários do centro espacial são recrutados (os funcionários usam o tempo pessoal durante as filmagens). Filmes com cenas na KSC incluem:
- Moonraker
- SpaceCamp
- Apollo 13
- Contact
- Armageddon[4]
- Space Cowboys
- Transformers 3: Dark of the Moon
- Tomorrowland
- First Man
- Geostorm
- Roberto Carlos em Ritmo de Aventura[5]